# Cultura dei tumuli

Armilla a spirale, 1500 a.C. circa, Europa centrale

La cultura dei tumuli (in tedesco Hügelgräberkultur) fu caratterizzata dalla pratica della sepoltura per inumazione del corpo dei defunti. Si sviluppò nell'Europa Centrale durante la media età del bronzo (dal 1600 a.C. ca. al 1200 a.C.).
Fece seguito alla cultura di Unetice, occupandone il territorio oltre la Baviera e il Württemberg, estendendosi così dal Reno fini ai Carpazi occidentali, e dalle Alpi al Mar Baltico.
La cultura dei tumuli fu seguita dalla cultura dei campi di urne nella tarda età del bronzo, che segnò il passaggio alla pratica della cremazione dei defunti.

## Caratteristiche

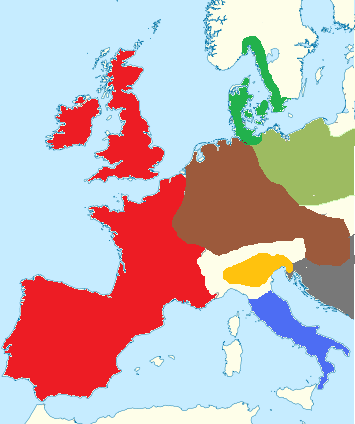
L'Europa nella media età del bronzo:
marrone - Cultura dei tumuli
rosso - Culture occidentali
verde - Cultura nordica
verde chiaro - Culture nella tradizione di Aunjetitz
ocra - Culture padane
blu - Cultura appenninica
grigio - Culture dell'Europa sud-orientale

Come si deduce dal nome, la cultura dei tumuli è caratterizzata dalla pratica di sepoltura per inumazione del corpo. Il singolo defunto veniva inumato in una fossa scavata nella terra e ricoperta da tumuli, ovvero monticelli di terra, di forma solitamente circolare o ovale, costruiti sopra la sepoltura, che poteva essere tanto individuale quanto collettiva.
Nelle tombe, che a volte erano lastricate con pietre, dapprima grezze e successivamente squadrate, è stato possibile trovare depositi di resti ossei animali, interpretati come segno di sacrifici, e altri piccoli oggetti di uso quotidiano.
In questo periodo si generalizzò l'uso del bronzo, con produzioni in serie realizzate con stampi in pietra. La metallurgia assunse una importanza economica fondamentale, poiché permetteva migliorie nell'armamento e nell'utensileria. Anche gli ornamenti metallici iniziarono a proliferare.
I siti abitativi erano molto grandi e situati in zone alte come la sommità delle colline, con funzione di difesa naturale; in qualche caso erano circondati da mura di legno e terra, con uno o più fossati. Le case, perlopiù a pianta rettangolare o trapezoidale, erano costruite con legno e altri materiali deperibili.
La cultura dei tumuli era una società guerriera, che si espanse militarmente verso est nel bacino dei Carpazi (fino al fiume Tibisco) e verso nord nei territori della cultura di Únětice della Polonia.

## Galleria d'immagini

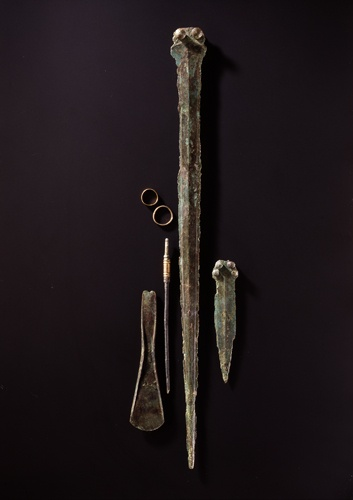
Armi, anelli, spillo
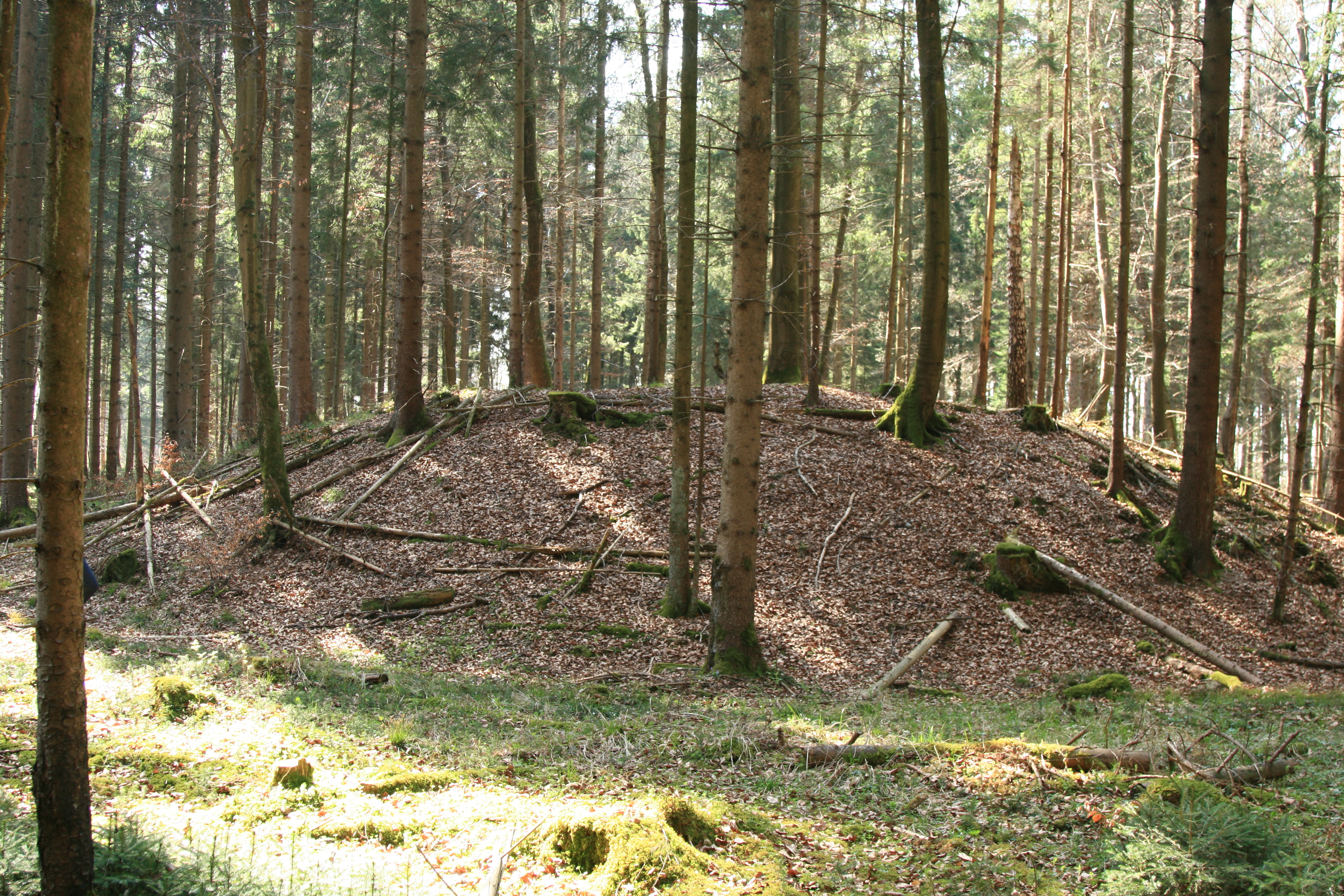
Tumulo
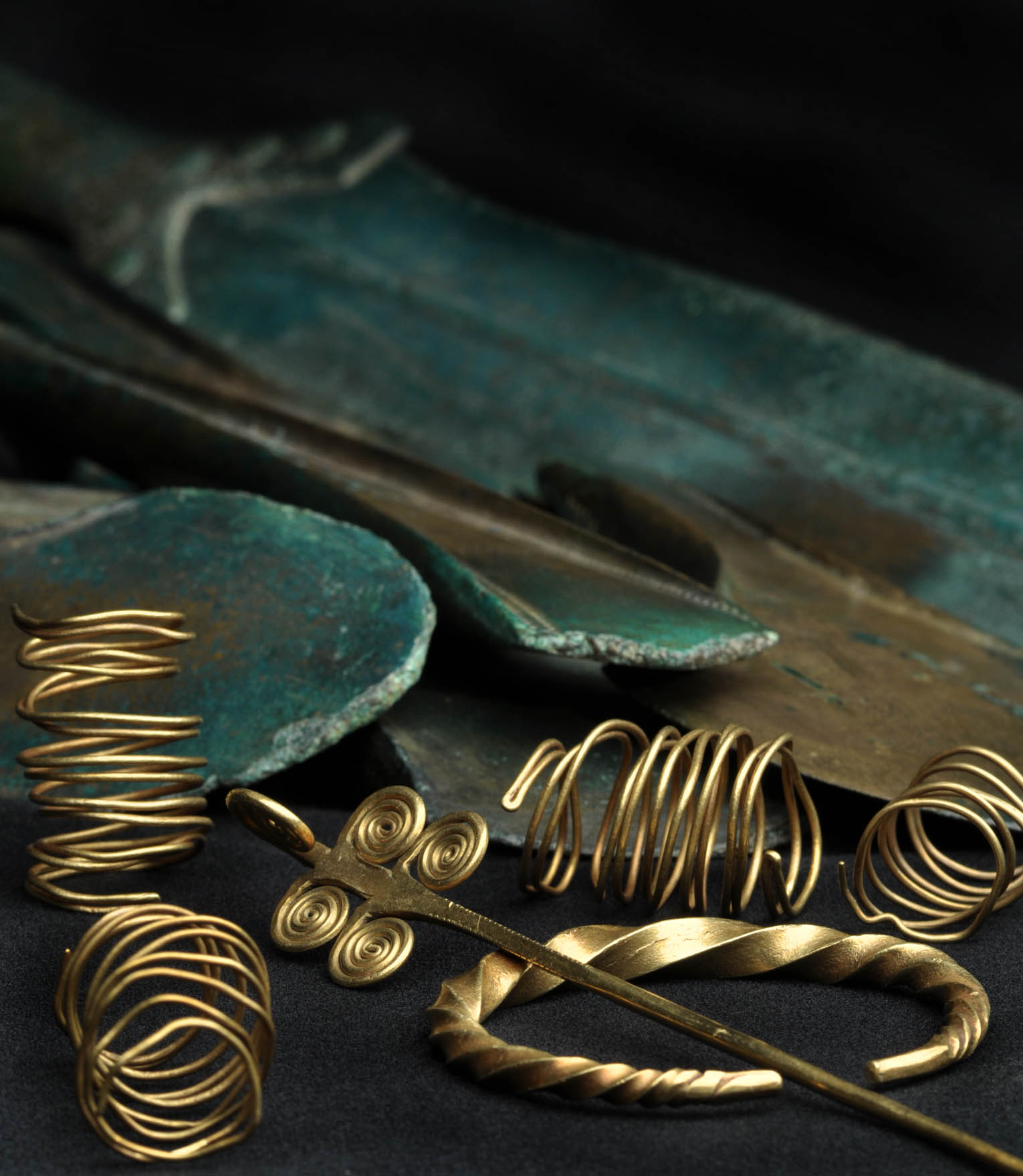
Manufatti
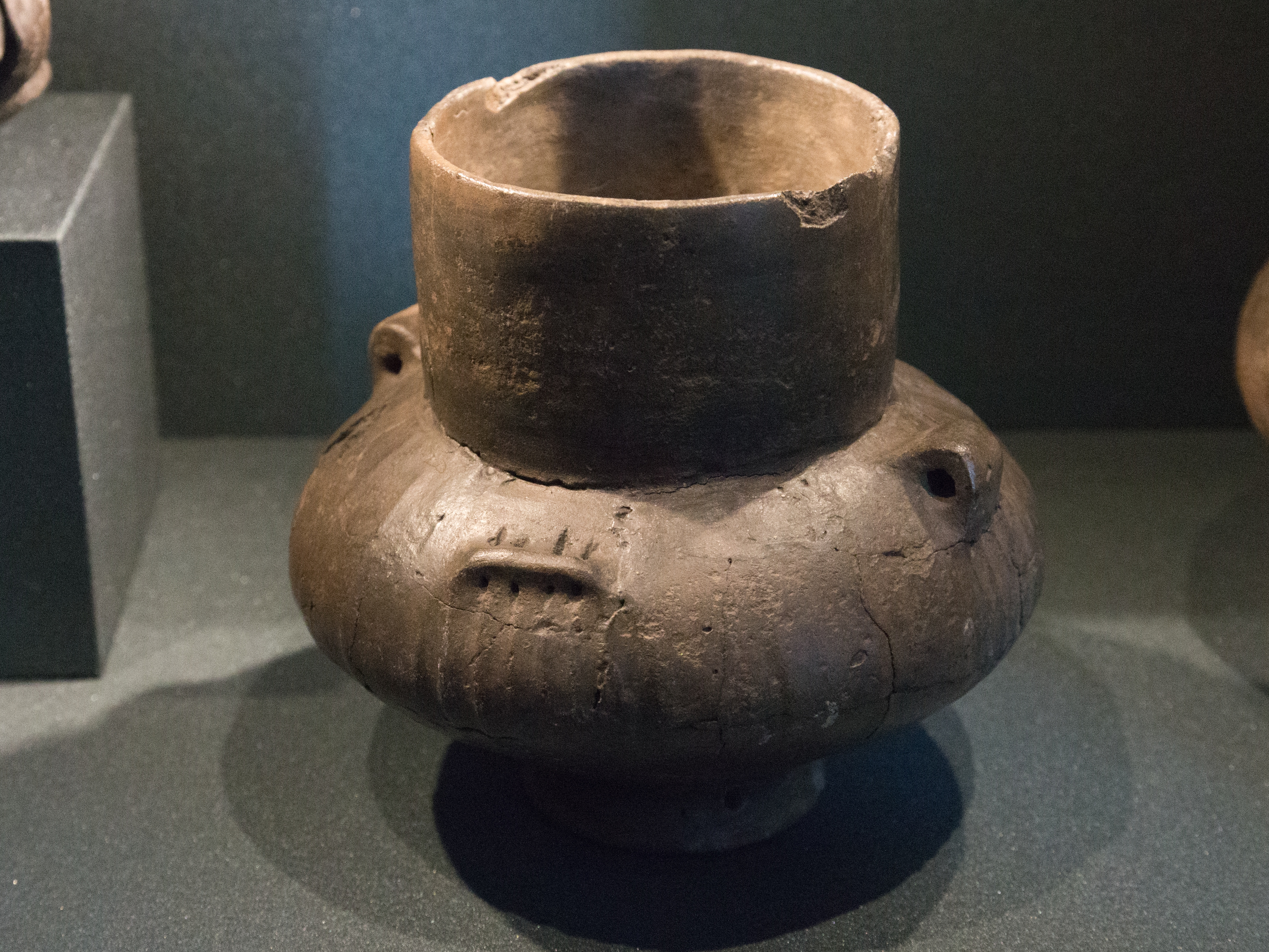
Ceramica
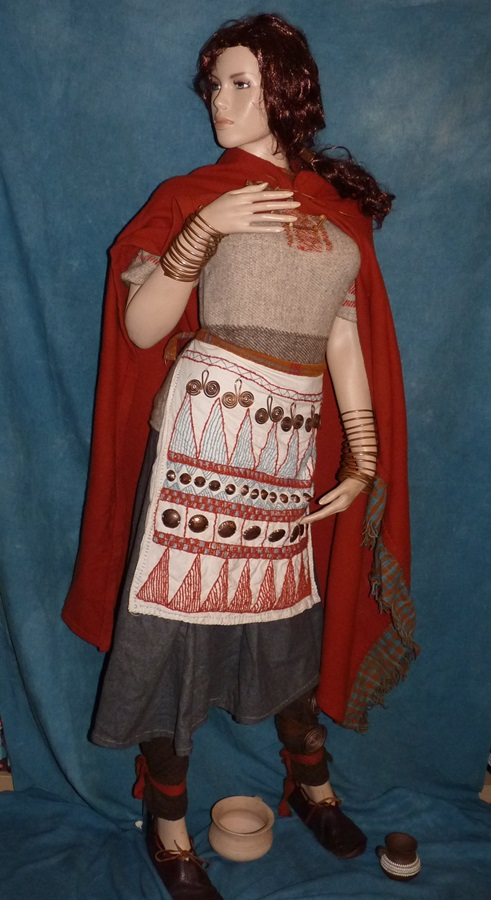
Ricostruzione dell'abbigliamento femminile, fase tarda
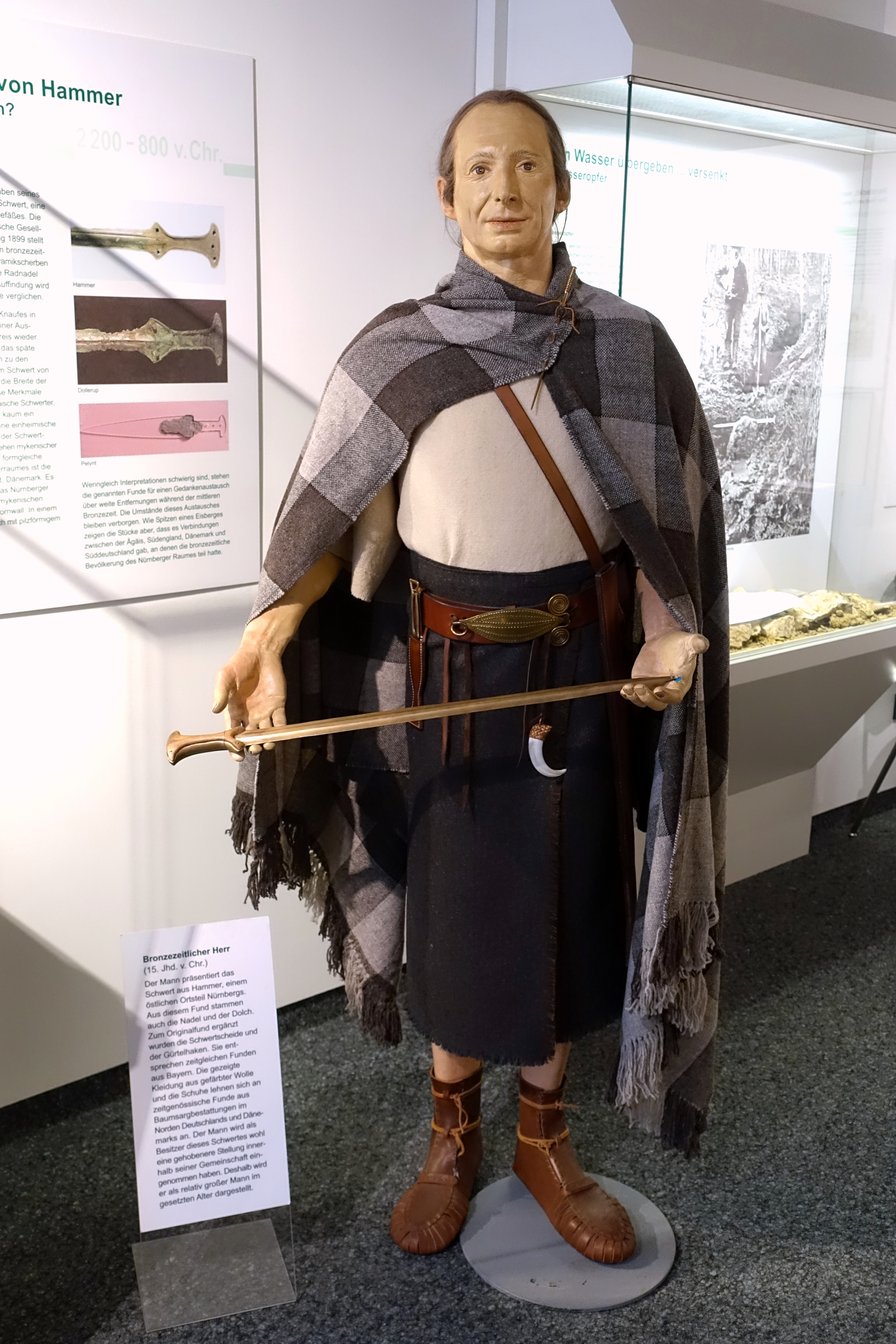
Ricostruzione dell'abbigliamento maschile, XV secolo a.C.